# أبابيل القدس
أبابيل (بالفارسية: ابابیل)، وتعنى بالفارسية «السنونو»، هي طائرة بدون طيار إيرانية الصنع. تختلف تماماً عن الطائرة الفلسطينية أبابيل1، وقد طورت إيران من أبابيل القدس عددا من الأنواع، تشمل طائرة أبابيل-5 التكتيكية لعمليات الاستطلاع والمراقبةو الهجوم و هي ذات مدى متوسط ، وأبابيل-تي لهجوم قصير / متوسط المدى، وكذلك أبابيل-بي و-أس.

## أداء الطائرة
يعتبر حجم الطائرة أبابيل أصغر بكثير من حجم الطائرات التي يقودها طيار، فطولها 2.9 متر (9.5 قدم)، وهي بذلك تكون أقصر من سيارة فولكس فاجن بيتل (أصلية). وهي تُدار بواسطة مروحة دافعة بسيطة ذات ريشتين وبجناح مثبت في الخلف وذيل أمامي من أجل تحسين خصائص الهويان والاستقرار والقدرة على المناورة. يمكن إطلاق الطائرة بواسطة قضبان مثبتة على ظهر شاحنة، التي بدورها توفر الطاقة اللازمة للقاذفة الهوائية. كما يمكن استخدام نظام إطلاق صاروخي من على سطح سفينة، والذي يمكن تجميعه أو تفكيكه للقدرة على النقل. يوفر نظام الاستعادة المظلي (بالبارشوت) معدل هبوط للطائرة يقدر بحوالي 4 م/ ثانية، في حين يمكن استخدام الزلاقات لعمليات الهبوط على المدرجات التقليدية أو في الحقول.
نصف القطر الأقصي لعمليات الطائرة أبابيل يصل إلى 150 كم (93 ميل) وحدها الأقصى للارتفاع هو 14000 قدم (4268 م). أيضا الطائرة لديها قدرة على السفر بسرعة قصوى تبلغ 300 كلم / ساعة (186 ميلا في الساعة)، وقادرة على الطيران بحمولة تبلغ 45 كجم (أو 88 رطل). وتحتوي الطائرة على مكونات للمراقبة الجوية، فهي تحمل كاميرا ومعدات للاتصالات الرقمية، ولكنها أيضا يمكنها أن تُصنع بمكونات هجومية، فتحمل رؤوسا شديدة الانفجار يتم تسديدها بواسطة اصطدام الطائرة بالهدف المراد تفجيره.
الطائرة أبابيل-3 يمكنها أن تطير بسرعة تصل إلى 200 كم / ساعة (120 ميلا في الساعة) وحتي 100 كم (62 ميل) وبحد أقصي للارتفاع التشغيلي يصل إلى 5000 متر (16000 قدم). ويمكنها تحمل الطيران لحوالي 4 ساعات ولها قدرات على الرؤية الليلية.

## الخدمة العسكرية
تقول إسرائيل ان حزب الله تلقى ما لا يقل عن 12 طائرة أبابيل من إيران قبل حرب لبنان عام 2006، وأطلق ثلاثة منها داخل إسرائيل خلال الصراع، مع أنها كلها (الطائرات الثلاث) قد تم اسقاطها بواسطة الطائرات الإسرائيلية قبل إلحاق أضرار.
في 16 مارس 2009، أفيد بأن طائرة F-16 أمريكية تعمل في العراق اسقطت طائرة أبابيل 3 إيرانية بدون طيار في 25 فبراير 2009 والتي كانت قد حلقت في المجال الجوي العراقي ل «ما يقرب من ساعة و10 دقائق». تحطمت الطائرة على بعد نحو 60 ميلا إلى الشمال الشرقي من بغداد، بعد أن توغلت 12 كيلومتر داخل الأراضي العراقية، بالقرب من بلدة بلدروز في محافظة ديالى. وارتأى مسؤولون في وزاراتي الدفاع والداخلية العراقية أن الطائرة ربما كانت تقوم باستكشاف لطرق يمكن من خلالها تهريب اسلحة إيرانية إلى البلاد. إلاّ أنّ صحيفة نيويورك تايمز تكهنت ان الطائرة بدون طيار كانت تراقب تجمعات المعارضين الإيرانيين في العراق، مثل تلك الموجودة في معسكر أشرف، الذي يقع بالقرب من حيث تحطمت الطائرة بدون طيار. غَيرَ أنّ اللواء عبد العزيز محمد جاسم مدير العمليات العسكرية في وزارة الدفاع العراقية صرح أن الطائرة بدون طيار قد «عبرت 10كم داخل العراق، وإنها على الأرجح دخلت عن طريق الخطأ».
كما أفادت التقارير أن الطائرة أبابيل دخلت في الخدمة العسكرية في السودان. ففي 18 مارس، 2012 ادعى متمردون سودانيون انهم قد اسقطوا طائرة أبابيل تعمل في خدمة الحكومة باستخدام نيران ارضية. واعترفت الحكومة السودانية أن طائرة بدون طيار كانت قد فقدت، ومع ذلك ادعت أن الحادث كان بسبب عطل ميكانيكي وليس بسبب نيران ارضية.
اسقطت طائرة بدون طيار مطابقة لوصف الطائرة أبابيل بالقرب من غزة يوم 7 يوليو 2014، واسقطت أخرى في 17 يوليو.